# Duria Antiquior
Duria Antiquior (en latín, «Un Dorset más antiguo»), fue la primera representación pictórica de una escena de vida prehistórica basada en evidencias fósiles, un género hoy conocido como paleoarte. La primera versión fue una acuarela pintada en 1830 por el geólogo inglés Henry De la Beche basado en fósiles encontrados por la paleontóloga Mary Anning en la región de Dorset. La acuarela original se encuentra hoy en el National Museum Cardiff.
De la Beche pidió al artista Georg J. Scharf que imprimiera copias litográficas basadas en la pintura, que vendió a varios amigos para conseguir dinero en beneficio de Anning. Fue la primera representación pictórica de una escena de tiempo profundo en ser publicada. Las impresiones litográficas fueron ampliamente difundidas en círculos científicos y usadas posteriormente con propósitos educativos y de divulgación científica. Sirvió como influencia para muchas otras representaciones que comenzaron a publicarse posteriormente tanto en la literatura científica como popular.

## Motivación de la pintura y de la litografía

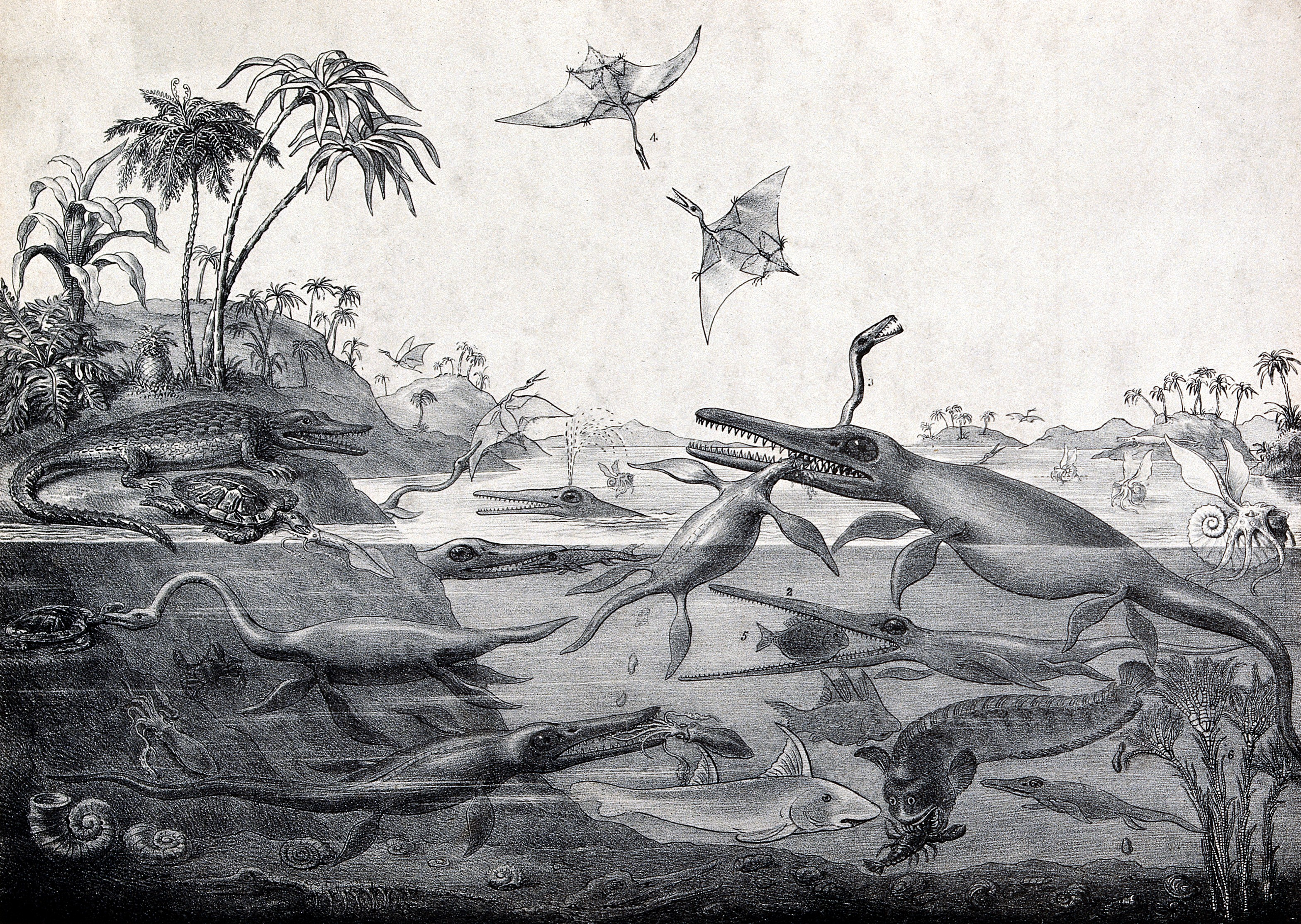
Versión litográfica realizada por Georg J. Scharf basada en la obra original de De la Beche.

Mary Anning era bien conocida entre los principales geólogos y coleccionistas por su habilidad para encontrar piezas fósiles importantes de la etapa jurásica cerca de la ciudad de Lyme Regis, en la costa de Dorset, así como por sus conocimientos y habilidades para recogerlos y reconstruirlos.
La descripción científica realizada por William Conybeare de algunos de sus fósiles de reptiles marinos, incluido el primer esqueleto de ictiosaurio en ser reconocido como tal, y los dos primeros esqueletos de plesiosaurio jamás encontrados, habían creado sensación en los círculos científicos. Parte del mérito se debió al trabajo del ilustrador profesional Georg Scharf, que había realizado unas excelentes litografías de los esquemas de Conybeare.
William Buckland reconoció el mérito de Anning en dos observaciones clave sobre algunos fósiles extraños, conocidos como piedras bezoar en esa época. Primero, que a veces estos aparecían en la región abdominal de los esqueletos de ictiosaurio, y segundo, que frecuentemente contenían espinas de pez fosilizadas (y a veces huesos de ictiosaurio pequeños). De ello dedujo que las piedras bezoar eran en realidad heces fosilizadas, y cambió su denominación por la de coprolitos. Este descubrimiento condujo a Buckland a escribir vívidas descripciones de la cadena alimenticia del periodo Jurásico inferior, que a su vez motivaron al geólogo Henry De la Beche, que había trabajado con Conybeare describiendo los fósiles de reptiles marinos, a crear una representación pictórica de la vida en el antiguo Dorset.
A pesar de su reconocimiento en los círculos científicos, en 1830 Anning pasaba dificultades económicas debido a una crisis en Bretaña, y los largos e impredecibles periodos de tiempo entre hallazgos de fósiles importantes que podían generar algún ingreso para ella. Impresionado por la positiva reacción de sus amigos ante su acuarela original, De la Beche decidió ayudar a Anning pidiendo a Georg J. Scharf que crease varias copias litográficas basadas en su obra original, que vendió a sus amigos y colegas científicos al precio de 2.10 libras y donando la recaudación a Anning.
Anteriormente a Duria Antiquior Georges Cuvier había publicado dibujos de cómo creía que eran varias criaturas prehistóricas en vida, y Conybeare había dibujado una famosa caricatura de Buckland metiendo su cabeza en una madriguera de hienas prehistóricas en honor de su conocido análisis de la excavación en la cueva Kirkdale, pero Duria Antiquior fue la primera representación de una escena del tiempo profundo mostrando una variedad de criaturas prehistóricas interactuando entre ellas.

## Composición de la obra
La figura central representa a un gran ictiosaurio mordiendo el cuello de un plesiosaurio. Un segundo plesiosaurio está tratando de sorprender a un cocodrilo en la orilla, y un tercero está usando su largo cuello para derribar a un pterosaurio que vuela sobre el agua. Este énfasis en mostrar animales interactuando de forma violenta era típica del Período Regencia, que De la Beche trasladó al representar reptiles marinos.
Varios de los ictiosaurios están capturando peces, cuyas escamas y espinas se habían encontrado en los coprolitos, y un par de ellos están excretando las heces que se convertirán en coprolitos posteriormente. Además de los vertebrados, hay varios invertebrados incluyendo belemnites similares a calamares y un ammonites, representado flotando en la superficie con la morfología de un argonauta actual. También hay conchas vacías de ammonites en el fondo del mar, y algunos crinoideos, de los cuales se habían encontrado buenos fósiles en Lyme Regis.
Una de las características más llamativas de la pintura es su división en niveles que muestra acciones tanto encima como debajo del agua.
Esto es una técnica conocida como vista de acuario, de la que Duria Antiquior es el primer ejemplo conocido. El estilo no sería común hasta un par de décadas después.

## Influencia de la obra sobre la cultura científica y popular
Los grabados litográficos de Scharf se volvieron bastante populares, por lo que posteriormente fueron redibujados y reimpresos en grandes tiradas. En algunas versiones las figuras fueron numeradas para poder incluir un texto explicativo junto a la obra. William Buckland solía mantener varios de ellos para circularlos en sus conferencias sobre geología, y pronto algunos ejemplares llegaron a geólogos fuera de Inglaterra, incluyendo Cuvier en Francia.
Leopold von Buch presentó la litografía en Berlín el 4 de febrero de 1831 ante una gran audiencia, alabó los recientes avances de los británicos y propuso nuevas preguntas sobre los procesos de cambio geohistórico.
Otro ejemplar debió acabar en manos de Georg August Goldfuss, que en 1831 incluyó un dibujo, claramente influenciado por el trabajo de De la Beche, de una escena del jurásico basada en fósiles encontrados en el macizo del Jura en el último capítulo de su revista Fósiles de Alemania. Ante ello, Buckland escribió a De la Beche pidiéndole que crease más escenas antes de que los alemanes usasen las mejores ideas. Sin embargo De la Beche no produjo otra escena en semejante escala, sino otras mucho más pequeñas y simples en la segunda edición de su Manual de Geología (1832). Estas escenas se popularizaron también fuera del ámbito científico. En 1833, el geólogo John Phillips creó una talla de madera de una elaborada escena prehistórica, influenciada tanto por Duria Antiquior como por el trabajo de Goldfuss, y otra ilustración con elementos de Duria Antiquior apareció en el diccionario ilustrado de historia natural francés en 1834.
Tales escenas de tiempo profundo ilustraron los avances en paleontología, y ayudaron a convencer a los escolares y al público en general que el pasado tan lejano podía llegar a ser entendido con un grado razonable de confianza.

## Versiones posteriores de la escena

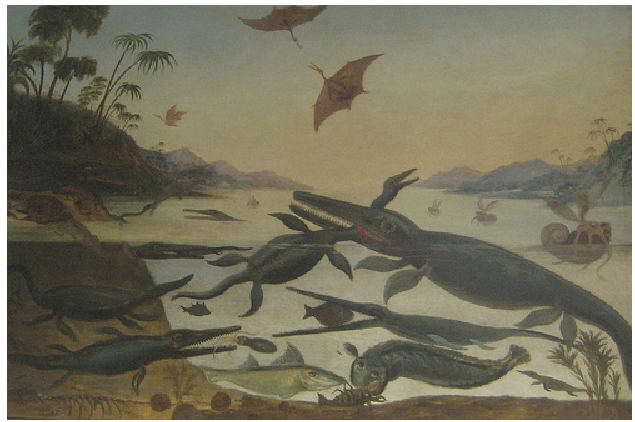
Versión en óleo sobre lienzo pintada por Robert Farren sobre 1850.

El profesor suizo de geología Francois Jules Pictet de la Rive realizó una versión más pequeña de Duria Antiquior para incluirla en el último volumen de su Tratado Elemental de Paleontología (1844–1846). Era una fiel copia de la litografía de Scharf, excepto por la omisión de las heces. Esta fue la primera versión de la imagen en ser publicada en un libro.
Sobre 1850, Robert Farren pintó una versión en mayor tamaño en óleo sobre lienzo para el geólogo Adam Sedgwick, que pudo haberlo usado para sus clases en Cambridge.
En 2007 el artista Richard Bizley (nacido en Lyme Regis) trabajó con David Ward para crear una versión actualizada que reflejase las criaturas del cuadro según el conocimiento científico más moderno.
En el Museo de Lyme Regis hubo una exposición temporal, de octubre de 2010 a junio de 2011, con un diorama tridimensional de gran tamaño basado en Duria Antiquior, creado por el artista Darrell Wakelam junto a varios niños de la ciudad.